# Michael Backfisch

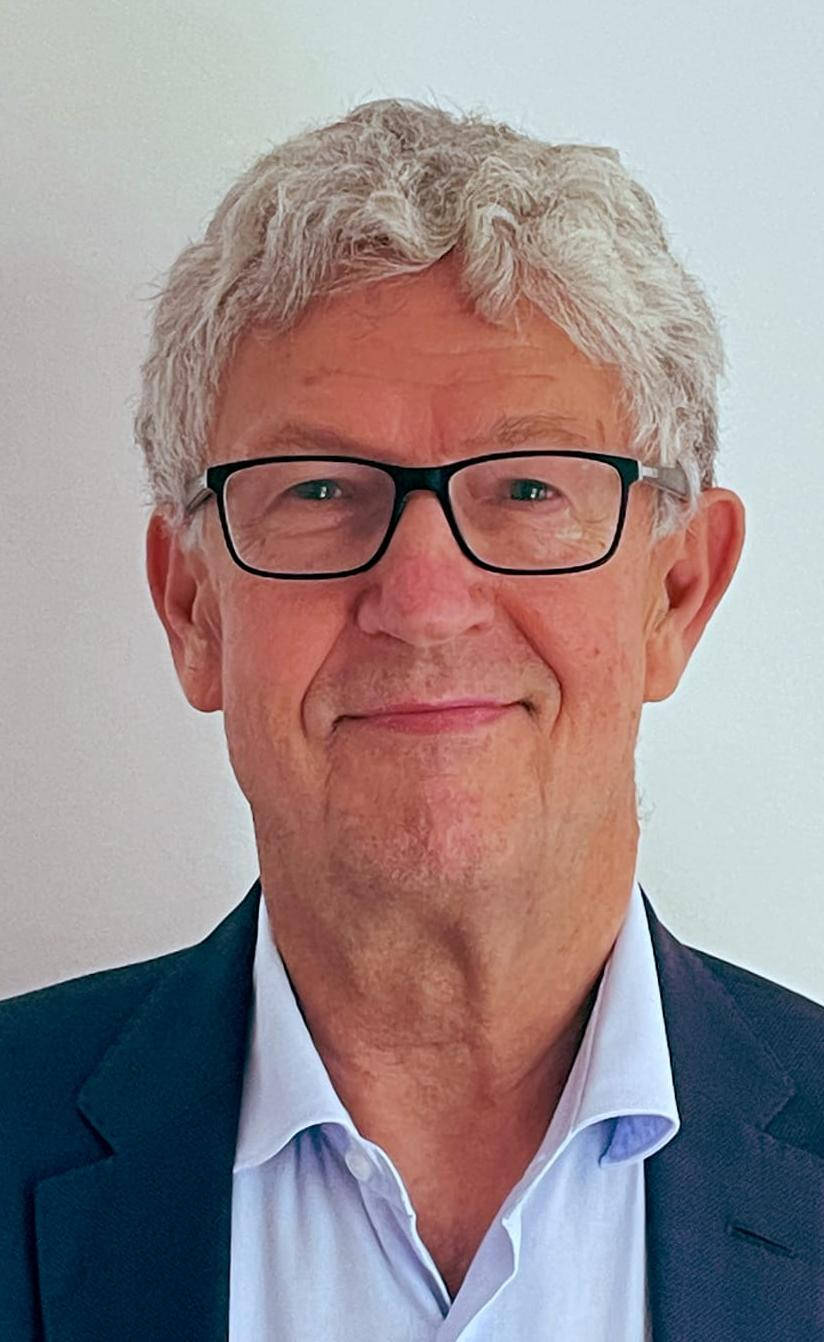
Michael Backfisch, 2023

Michael Backfisch (* 1957 in Karlsruhe) ist ein deutscher Journalist und Autor. Er war von 2006 bis 2008 stellvertretender Chefredakteur der Wirtschafts- und Finanzzeitung Handelsblatt und von 1997 bis 2001 Vize-Chefredakteur der Saarbrücker Zeitung. Von 2015 bis 2023 war er Auslandschef der Funke Zentralredaktion in Berlin. Seit 2024 arbeitet er als Autor für internationale Politik unter anderem für die Funke Zentralredaktion und Zeit Online.

## Leben und berufliche Laufbahn
Backfisch studierte Politikwissenschaft, Geschichte und Germanistik an der Universität Heidelberg. Danach absolvierte er eine einjährige Redakteursausbildung an der Walter Cronkite School of Journalism and Mass Communication in Phoenix (USA).
Bei der Saarbrücker Zeitung startete Backfisch 1988 als Politikredakteur, von 1997 bis 2001 war er dort als stellvertretender Chefredakteur tätig. Im Sommer 2001 wechselte er als Handelsblatt-Bürochef nach Washington. Von der US-Hauptstadt aus berichtete Backfisch über die Terroranschläge des 11. September 2001. Er schrieb über die Transformation Amerikas nach 9/11, die Kriege in Afghanistan und im Irak, das transatlantische Zerwürfnis und die Wiederwahl-Kampagne von Präsident George W. Bush.
Während seiner Zeit beim Handelsblatt interviewte Backfisch neben Wirtschaftsführern Spitzen des US-Kabinetts wie Präsident George W. Bush, Verteidigungsminister Donald Rumsfeld, die Nationale Sicherheitsberaterin Condoleezza Rice oder Außenminister Colin Powell. Darüber hinaus moderierte er mehrere Jahre das „Annual Economic Forum“ der German American Chamber of the Midwest in Chicago.
Im Jahr 2006 wechselte Backfisch in die Handelsblatt-Zentrale nach Düsseldorf, wo er bis 2008 als stellvertretender Chefredakteur tätig war. In seinen Aufgabenbereich als Leiter des Newsrooms fielen die Verschmelzung der Bereiche Print und Online sowie die Koordinierung der Ressorts an einem zentralen Themen-Desk.
Angesichts der wachsenden Bedeutung der Golfregion für die deutsche Exportwirtschaft baute Backfisch 2008 ein neues Handelsblatt-Büro in Dubai auf. Er bereiste bis 2011 die gesamte Arabische Halbinsel einschließlich Iran und schrieb Berichte, Analysen und Trendgeschichten für Print und Online. Er interviewte Wirtschaftsführer einflussreicher Staatsfonds wie der Abu Dhabi Investment Authority oder von Regierungsbehörden wie der Saudi Arabian General Investment Authority.
Von 2012 bis 2015 arbeitete Backfisch als Chef des News Desks und Chefreporter für die zur Funke Mediengruppe gehörende Thüringer Allgemeine in Erfurt. In dieser Zeit beobachtete er die erste von der Linkspartei geführte Landesregierung in Deutschland.
2015 wechselte Backfisch als Auslandschef der Funke Zentralredaktion nach Berlin. Er kommentierte die Top-Themen der internationalen Politik für Online und Print, koordinierte die Auslandskorrespondenten und unterhielt einen engen Draht zu Botschaften und Regierungszentralen. Er interviewte Spitzenpolitiker wie Frankreichs Präsidenten Emmanuel Macron, den ukrainischen Staatschef Wolodymyr Selenskyj, den ungarischen Ministerpräsidenten Viktor Orbán, Polens Premierminister Mateusz Morawiecki,  oder US-Außenminister Antony Blinken.
Als Gast-Kommentator und Interview-Partner hatte Backfisch Auftritte in Fernsehsendern wie ARD, n-tv, TV Berlin, MSNBC, CNBC, C-Span, France 2, Canal+,|LCI, Al Jazeera, Al-Arabiya sowie in Radiosendern wie WDR, SWR, SR, Deutsche Welle, Deutschlandfunk und Deutschlandradio.

## Werke
- Die Scheich-AG. Wie unsere Unternehmen vom Wirtschaftswunder am Golf profitieren. Frankfurt am Main: Campus-Verlag 2011, ISBN 978-3-593-39341-4
- Demokratie versus Autokratie: China auf dem Weg zur Weltherrschaft. In: Werner Schreiber(Hg.): Wie wir morgen leben wollen, S. 83 – 115. Halle (Saale): Mitteldeutscher Verlag 2024, ISBN 978-3-96311-969-9
- Transatlantic Economy: When the Political Goings Get Tough, the Tough Get Going. Edited by: Hermann Kurthen, Antonio V. Menéndez-Alarcón, Stefan Immerfall: Safeguarding German-American Relations in the New Century, S. 101 – 112. Lanham: Lexington Books 2006, ISBN 978-0-7391-1599-2